# Nature Reviews Immunology
Nature Reviews Immunology è una rivista mensile che pubblica articoli di revisione nel campo dell'immunologia. Inoltre, contiene anche degli articoli detti Research highlight, brevi riassunti scritti dai redattori che descrivono le novità importanti nella ricerca. Più nello specifico, sono trattati i seguenti temi, tra gli altri:
- allergia e asma
- autoimmunità
- elaborazione e presentazione dell'antigene
- apoptosi nel sistema immunitario
- chemochine e recettori delle chemochine
- sviluppo e funzione delle cellule del sistema immunitario
- ematopoiesi
- infezione e immunità
- immunoterapia
- regolazione del sistema immunitario
- vie di segnalazione nel sistema immunitario
- trapianto
- immunologia dei tumori

Citochine e recettori delle citochine.
La caporedattrice è Alexandra Flemming.
Secondo il Journal Citation Reports, nel 2022 la rivista ha ricevuto un fattore di impatto pari a 100,7, collocandosi al primo posto nella categoria "Immunologia".